# Zelena čistka
Zelena čistka - jedan dan za čistiji okoliš je akcija čišćenja divljih odlagališta otpada. Dio je međunarodne akcije "Let's Do It! World".

## Počeci
Ideja za ovaj projekt je izrasla iz estonske građanske inicijative "Let’s do it!" (Učinimo to!) koja je 3. svibnja 2008. okupila 50 000 volontera, koji su u cijeloj zemlji uklonili 10 000 tona otpada u samo 5 sati. Sljedeće godine akcija se uspješno proširila i na Litvu i Latviju. Godine 2010., uključili su se i Portugal, Slovenija i Ukrajina. U Sloveniji je te godine sudjelovalo čak 270 000 ljudi (13% stanovnika Slovenije). Godine 2011., sudjelovalo je 16 država, 13 iz Europe te Indija, Brazil i Kambodža, a 2012. sudjelovalo je već 70 država, među kojima prvi put i Hrvatska.

## U Hrvatskoj
U Hrvatskoj je akcija nazvana Zelena čista. Prva se dogodila 21. travnja 2012. u organizaciji Udruge Žmergo iz Opatije uz podršku Ureda predsjednika RH dr. Ive Josipovića te brojnih drugih institucija i prijatelja akcije. Najveća je ekološka volonterska akcija u Hrvatskoj do sada. U prvu Zelenu čistku bile su uključene sve hrvatske županije te više od 60 gradova i općina, a sudjelovalo je više od 30 000 volontera.

## Vanjske poveznice
- Službena internetska stranica Zelene čistke
- Službena internetska stranica inicijative "Let’s do it!"